# Simona Senoner
Simona Senoner (* 13. Juni 1993 in Bozen; † 7. Januar 2011 in Freiburg im Breisgau) war eine italienische Skispringerin, wohnhaft in St. Christina in Gröden.
Simona Senoner gab am 18. Januar 2006 in Toblach ihr Debüt im Skisprung-Continental-Cup. In ihrer ersten Saison blieb sie jedoch erfolg- und punktlos. Bei der Junioren-Weltmeisterschaft 2008 in Zakopane sprang sie auf Platz zehn von der Normalschanze. Am 13. September 2008 erreichte sie in Lillehammer mit Platz 28 erstmals die Punkteränge. Nach weiteren guten Platzierungen erreichte Senoner am Ende der Saison 2008/09 den 50. Rang in der Continental-Cup-Gesamtwertung. Bei der Junioren-Weltmeisterschaft 2010 in Hinterzarten sprang sie von der Normalschanze auf den 32. Platz. Die Saison 2009/10 beendete sie auf dem 68. Platz der Gesamtwertung.
In den Jahren 2009 und 2011 gewann sie jeweils die Bronzemedaille bei den italienischen Juniorenmeisterschaften.
Am 6. Januar 2011 wurde sie vor den Continental-Cup-Wettkämpfen in Schonach bewusstlos in ihrem Hotel in Furtwangen aufgefunden. Sie wurde auf die Neurochirurgische Intensivstation der Universitätsklinik Freiburg im Breisgau gebracht, wo sie in irreversiblem Koma am folgenden Tag um 18:15 Uhr starb. Eine von der Staatsanwaltschaft Konstanz veranlasste Obduktion ergab, dass ihr Tod durch eine Virusinfektion verursacht wurde.
Simona wurde unter großer Anteilnahme am 12. Januar 2011 in St. Christina beigesetzt. Neben Angehörigen und Freunden erwiesen ihr auch ihr Team vom Grödener Skiclub, Trainer Fabian Ebenhoch, die meisten Skispringerinnen der italienischen Nationalmannschaft Springen und Nordische Kombination und Funktionäre des FISI die letzte Ehre.
Simona Senoner war eine Nichte des ehemaligen Skirennfahrers Peter Runggaldier.

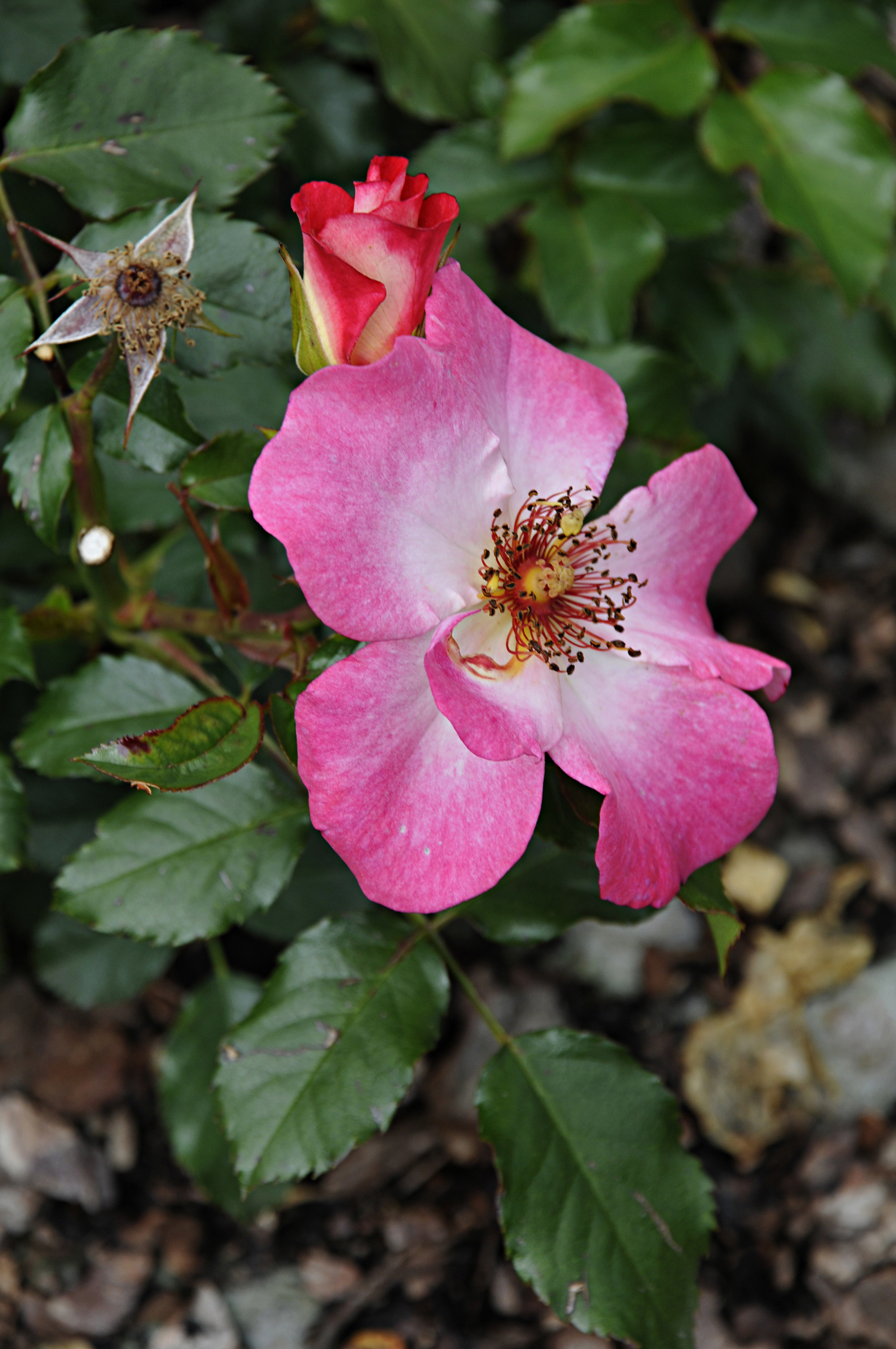
Die Rose Dolomiti die der Skispringerin Senoner am 30. Juli 2011 gewidmet wurde
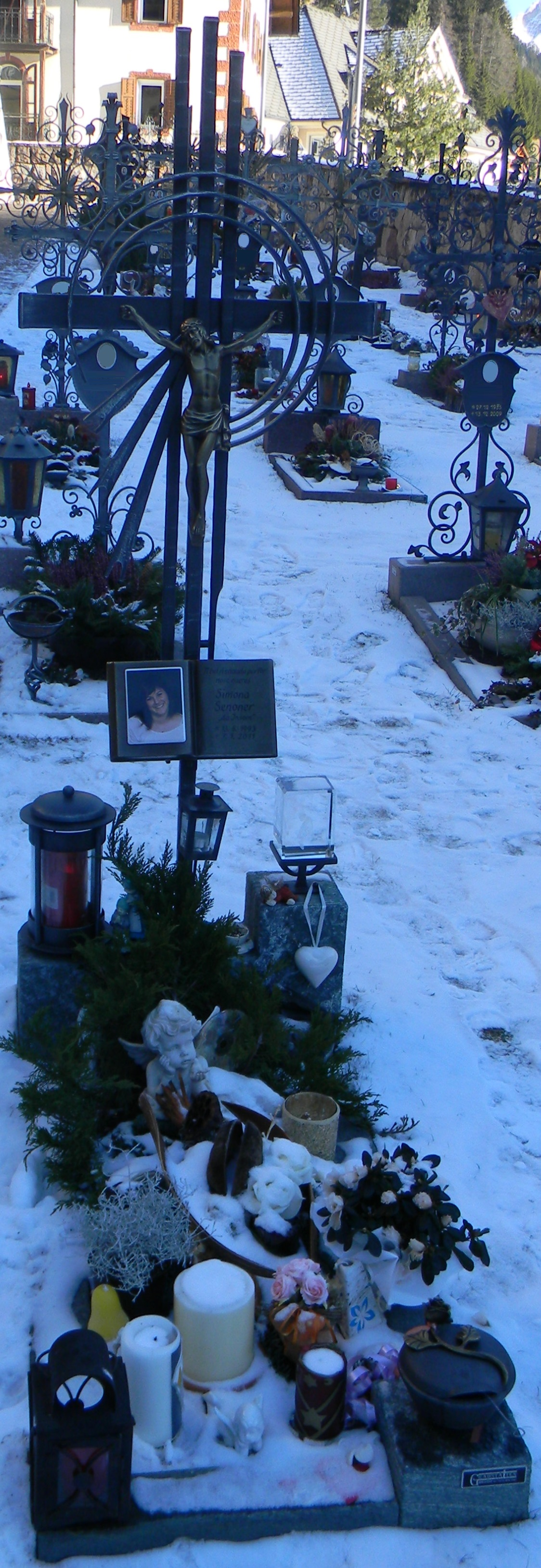
Senoners Grab in St. Christina